# 15 Batalion Celny

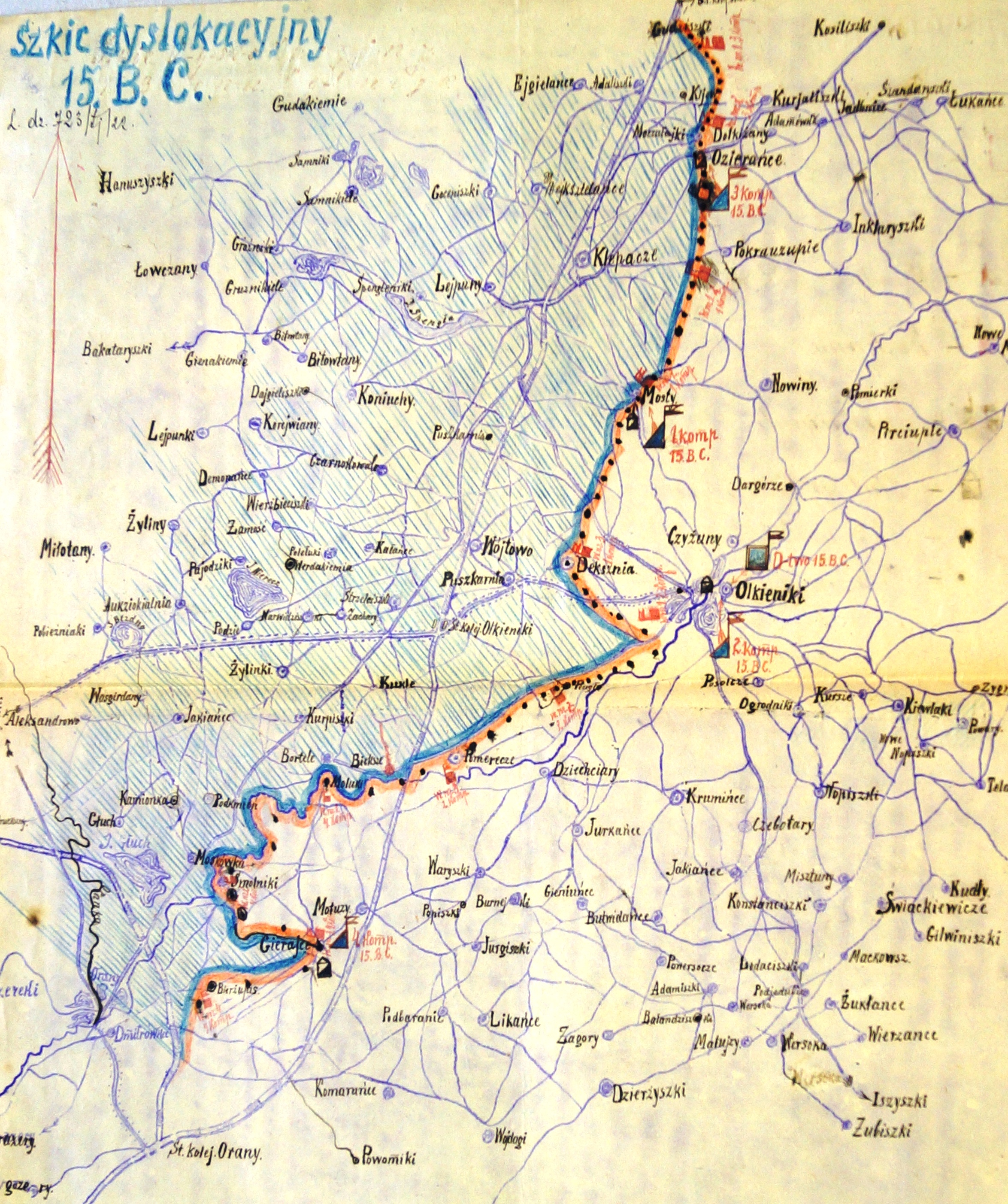
Szkic rozmieszczenia 15 batalionu celnego „Olkieniki”

15 Batalion Celny – jednostka organizacyjna formacji granicznych II Rzeczypospolitej.

## Formowanie i zmiany organizacyjne
Na podstawie rozkazu Ministra Spraw Wojskowych nr 3046/Org z dnia 24 marca 1921 w miejsce batalionów wartowniczych i batalionów etapowych utworzone zostały bataliony celne. 15 batalion celny powstał w granicach DOG Poznań, a zorganizowano go 1 kwietnia na bazie 2/VII batalionu wartowniczego. Etat batalionu wynosił 14 oficerów i 600 szeregowych. Podlegał Komendzie Głównej Batalionów Celnych, a pod względem politycznym Ministrowi Spraw Wewnętrznych.
Mimo że batalion był w całym tego słowa znaczeniu oddziałem wojskowym, nie wchodził on w skład pokojowego etatu armii. Uniemożliwiało to uzupełnianie z normalnego poboru rekruta. Ministerstwo Spraw Wojskowych zarówno przy ich formowaniu, jak i uzupełnianiu przydzielało mu często żołnierzy podlegających zwolnieniu, oficerów rezerwy oraz szeregowców i oficerów zakwalifikowanych przez dowództwa okręgów generalnych jako nie nadających się do dalszej służby wojskowej. Po sformowaniu dowództwo batalionu i trzy kompanie stacjonowały w Chodzieży. 2 kompania oddana była do dyspozycji 20 batalionu celnego i stacjonowała w Wysokiej. W czerwcu dowództwo batalionu przemieściło się do Sosnowca, 2 kompania nadal pozostawała na Pomorzu w Sypniewie w dyspozycji 20 batalionu celnego, sztab 4 kompanii celnej rozlokował się w Modrzejowie, 3 kompanii celnej w Czeladzi, a 1 kompanii w Dobieszczowicach. W sierpniu 1 kompania przeszła do Bobrownik. We wrześniu do macierzystego batalionu dołączyła 2 kompania celna. Jej sztab rozmieścił się w Wojkowicach. 
W listopadzie 1921 Ministerstwo Spraw Wewnętrznych postanowiło powołać brygady celne. 15 batalion celny znalazł się w strukturze 2 Brygady Celnej.
W czerwcu 1922 przestała istnieć celna granica polsko-śląska na odcinku przyznanym Rzeczypospolitej. Zatem jej ochrona stała się bezprzedmiotowa. 15 batalion celny otrzymał zadanie zgrupować wszystkie kompanie w miejscu postoju dowództwa, odtworzyć zdolność bojową i być w gotowości do przerzutu na granice wschodnią.
W lipcu 1922 cały batalion ześrodkował się w Sosnowcu, by w sierpniu przegrupować się dowództwem do Olkienik. Sztab 1 kompanii celnej kwaterował w tym czasie w Mostach, 2 kompanii w Olkienikach, 3 w Ozierańcach, a 4 kompanii w Gierasicach. 
Batalion przejął ochronę pododcinka od I Litewsko-Bialoruskiego batalionu etapowego. Dowództwo batalionu oraz jedną z kompanii rozmieszczono w Olkienikach. Pozostałe kompanie stacjonowały w Ozierańcach, Mostach i Małuzach (następnie przeniesiona do wsi Gierajcie).
Wykonując postanowienia uchwały Rady Ministrów z 23 maja 1922, Minister Spraw Wewnętrznych rozkazem z 9 listopada 1922 zmienił nazwę „Baony Celne” na „Straż Graniczna”. Wprowadził jednocześnie w formacji nową organizację wewnętrzną. 15 batalion celny przemianowany został na 15 batalion Straży Granicznej. Ostatni meldunek o położeniu batalionu celnego wpłynął do Komendy Głównej Batalionów Celnych 7 października 1922.

## Służba celna
15 batalion celny początkowo ochraniał granicę polsko-niemiecką na odcinku od Warty do leśniczówki Stebenki. Dowództwo stacjonowało w Chodzieży. 11 maja 1921 został zluzowany przez Straż Celną i ześrodkował się w Chodzieży. 
17 maja 1921 Główna Komenda Batalionów Celnych zarządziła zmiany dyslokacyjne batalionów. 
20 czerwca batalion dyslokowany (z wyjątkiem jednej kompanii) został na Górny Śląsk. W rejonie Chodzieży pozostawił jedną kompanię. Siłami głównymi miał ochraniać odcinek granicy od Niezdary do Modrzejowa (granica DOG Kielce i DOG Kraków). Sztab batalionu rozlokowany miał być w Sosnowcu.
7 sierpnia 1921 batalion został przesunięty na polsko-litewski odcinek kordonowy.
Odcinek batalionowy podzielony był na cztery pododcinki, które obsadzały kompanie wystawiające posterunki i patrole. Posterunki wystawiano wzdłuż linii granicznej w taki sposób, by mogły się nawzajem widzieć w dzień. W tym zakresie batalion współpracował z posterunkami i patrolami Policji Państwowej. Współpraca polegała na tym, że te pierwsze wystawiały wzdłuż linii granicznej stale posterunki i patrole, natomiast policja tworzyła je w głębi strefy, poza linią graniczną. W zakresie ochrony granicy batalion podlegał staroście.
Sąsiednie bataliony
20 batalion celny w Chojnicach ⇔ 17 batalion celny w Lesznie – VI 1921

## Kadra batalionu
Dowódcy batalionu
| stopień | imię i nazwisko | okres pełnienia służby | kolejne stanowisko |
| ------- | --------------- | ---------------------- | ------------------ |
| kpt.    | R. Wolniewicz   | VI 1921 – III 1922     |                    |
| mjr     | Józef Rębski    | IV – IX 1922           |                    |
| kpt.    | Olaf Leroch     | IX 1922                |                    |

## Struktura organizacyjna
| Ordre de Bataille 15 batalionu celnego w Chodzieży na dzień 1 czerwca 1921    | Ordre de Bataille 15 batalionu celnego w Chodzieży na dzień 1 czerwca 1921 | Ordre de Bataille 15 batalionu celnego w Chodzieży na dzień 1 czerwca 1921 | Ordre de Bataille 15 batalionu celnego w Chodzieży na dzień 1 czerwca 1921 | Ordre de Bataille 15 batalionu celnego w Chodzieży na dzień 1 czerwca 1921 |
| kompanie                                                                      | 1. Chodzież                                                                | 2. Wysoka                                                                  | 3. Chodzież                                                                | 4. Chodzież                                                                |
| ----------------------------------------------------------------------------- | -------------------------------------------------------------------------- | -------------------------------------------------------------------------- | -------------------------------------------------------------------------- | -------------------------------------------------------------------------- |
| dowódcy                                                                       | por. Józef Jankowiak                                                       | por. Franciszek Opioła                                                     | por. Jan Stankiewicz                                                       | por. Franciszek Młynarczyk                                                 |
| OdeB 15 batalionu celnego w Sosnowcu na dzień 1 sierpnia 1921                 |                                                                            |                                                                            |                                                                            |                                                                            |
| kompania                                                                      | 1. Bobrowniki                                                              | 2. Sypniewo                                                                | 3. Czeladź                                                                 | 4. Modrzejów                                                               |
| dowódcy                                                                       |                                                                            |                                                                            |                                                                            |                                                                            |
| Ordre de Bataille 15 batalionu celnego w Olkienikach na dzień 1 września 1922 |                                                                            |                                                                            |                                                                            |                                                                            |
| kompanie                                                                      | 1.Mosty                                                                    | 2.Olkieniki                                                                | 3.Ożerańce                                                                 | 4.Gierajcie                                                                |
| dowódcy                                                                       | por. Wojciechowski                                                         | por. Paprocki                                                              | por. Jasiński                                                              | por. Stepnowski                                                            |
| warty                                                                         | Deksznie                                                                   | Pomerecz                                                                   | w lesie                                                                    | Bierżupie                                                                  |
| warty                                                                         | Mosty                                                                      | Spęgła                                                                     | Dołkitany                                                                  | Gierajcie                                                                  |
| warty                                                                         | Leśniczówka                                                                | Olkieniki                                                                  | Gudziszki                                                                  | Smolniki                                                                   |
| warty                                                                         |                                                                            |                                                                            | Moluki                                                                     |                                                                            |